# 2. Festival des politischen Liedes
2. Festival des politischen Liedes es un álbum en directo de canción protesta interpretada por artistas de diversas nacionalidades, grabado en febrero de 1971 en el contexto de la segunda versión del Festival de la canción política (en alemán: Festival des politischen Liedes) organizado por la Juventud Libre Alemana (FDJ) en el este de Berlín, en la época de la República Democrática Alemana.
Los únicos dos intérpretes de habla hispana en el álbum son los chilenos Isabel Parra, y la agrupación Quilapayún, importantes exponentes de la Nueva Canción Chilena.

## Lista de canciones
| Lado A |                                  |                                             |                                      |          |  |
| N.º    | Título                           | Música                                      | Intérprete                           | Duración |  |
| 1.     | «Auf, Auf Zum Kampf»             | Arbeiterkampflied                           | Oktober-Klub Berlin                  |          |  |
| 2.     | «Seid Euch Bewusst Der Macht»    | Wolfgang Gregor, Johannes Becher            | Wolfgang, Oktober-Klub Berlin        |          |  |
| 3.     | «En septiembre cantará el gallo» | Isabel Parra                                | Isabel Parra                         |          |  |
| 4.     | «Streiklied»                     | Klaus Schneider, Georg Herwegh, Peter Hacks | Sanda, Oktober-Klub Berlin           |          |  |
| 5.     | «Que Il Nostro Vietnam»          | Sauro, Lara, Willer                         | II Contemporaneo                     |          |  |
| 6.     | «Der Hugel Der Zehn Helden»      | In der FNL entstanden                       | Thanh nien Ho Chi Minh               |          |  |
| 7.     | «Vietnams Geschutze»             | Helmut Kontauts, Gerhard Kern               | Brigitte, Ilona, Oktober-Klub Berlin |          |  |

| Lado B |                          |                                   |                                     |          |  |
| N.º    | Título                   | Música                            | Intérprete                          | Duración |  |
| 1.     | «Prometheus»             | Fred Kruger, Helmut Kontauts      | Regina, Oktober-Klub Berlin         |          |  |
| 2.     | «Lied Uber Schtschors»   | Matwej Blander, Michail Golodny   | Lutschina                           |          |  |
| 3.     | «Lied Der Gleichen»      | Michael Hoft, Volker Braun        | Michael, Gerhard, "Venceremos Club" |          |  |
| 4.     | «Kenen Joukoissa Seisot» | Kaj Chydenius, Aulikki Oksanen    | Agitprop                            |          |  |
| 5.     | «Mexiko 68»              | Jean Max Brua, Jean Francois Gael | Francesca Solleville                |          |  |
| 6.     | «Comienza la vida nueva» | Luis Advis                        | Quilapayún                          |          |  |
| 7.     | «Die Partei»             | Michael Hoft, Hasso Grabner       | Michael, "Venceremos Club"          |          |  |
| 8.     | «Die Thälmann-Kolonne»   | Paul Dessau, Karl Ernst           | Oktober-Klub Berlin                 |          |  |

## Créditos[3]
- Peter Porsch: diseño
- Karl Heinz Ocasek: dirección musical
- Karl-Hans Rockstedt: dirección de sonido
- Margot Schröder: notas